# Turdinus
A Turdinus a madarak osztályának verébalakúak (Passeriformes) rendjébe és a Pellorneidae családjába tartozó nem. Jelenleg több szervezet sorolja a Napothera nembe az ide tartozó fajokat is.

## Rendszerezésük
A fajt Edward Blyth angol zoológus írta le 1844-ben, jelenleg az alábbi 4 faj tartozik ide:
- Turdinus marmoratus[1] vagy Napothera marmorata[3]
- Turdinus macrodactylus[1] vagy Napothera macrodactyla[3]
- Turdinus rufipectus[1] vagy Napothera rufipectus[3]
- Turdinus atrigularis[1] vagy Napothera atrigularis[3]